# Jérôme Coullet
Pour les articles homonymes, voir Coullet.
Jérôme Coullet est un compositeur français, notamment de musique de films.

## Biographie
Il a notamment collaboré avec Laurent Bouhnik, Lætitia Colombani et Gaël Morel. Il a beaucoup composé pour des courts métrages, notamment d'animation.
Il est également connu pour avoir composé un titre instrumental régulièrement utilisé lors des cérémonies des César pour les hommages aux personnalités décédées.

## Filmographie
- 1994 : Troubles ou la journée d'une femme ordinaire (court métrage) de Laurent Bouhnik
- 1994 : Alice (court métrage d'animation) de Nicolas Bellanger
- 1994 : Trois enfants dans une fusée (court métrage d'animation) de Christian Mercier de Beaurouvre
- 1996 : Sélect Hôtel  de Laurent Bouhnik
- 1998 : L'Arène (court métrage d'animation) de Nicolas Jacquet
- 1998 : Les Cœurs (court métrage d'animation) de Nicolas Jacquet
- 1998 : La Grande Musique (court métrage d'animation) de Nicolas Jacquet
- 1998 : La Pêche (court métrage d'animation) de Nicolas Jacquet
- 1998 : Les Pépins (court métrage d'animation) de Nicolas Jacquet
- 1998 : Zonzon de Laurent Bouhnik
- 1999 : 1999 Madeleine de Laurent Bouhnik
- 1999 : Premières Neiges (téléfilm) de Gaël Morel
- 1999 : L'Origine de la tendresse (court métrage) d'Alain-Paul Mallard
- 1999 : Les Aventures de Guédé (court métrage d'animation) de Christian Mercier de Beaurouvre et Gérard Bellanger
- 2000 : Promenons-nous dans les bois de Lionel Delplanque
- 2000 : Scénarios sur la drogue (film collectif), section Speed Ball de Laurent Bouhnik
- 2000 : Falcone (court métrage) de Jean-Dominique Ferrucci
- 2001 : Requiem d'Hervé Renoh
- 2001 : Autrement de Christophe Otzenberger
- 2001 : Toro Loco (court métrage d'animation) de Manuel Otéro
- 2002 : À la folie... pas du tout de Lætitia Colombani
- 2002 : Evidences (documentaire) d'Alain-Paul Mallard
- 2002 : Les Chemins de l'oued de Gaël Morel
- 2002 : Le Ministre félicité (court métrage d'animation) de Cemal Erez et Meral Erez
- 2002 : Les Frères Hélias (court métrage) de Freddy Busso
- 2003 : Tueurs français (court métrage d'animation) de Nicolas Jacquet
- 2003 : Une fleur pour Marie (court métrage) de Lætitia Colombani
- 2003 : Quelques mots d'amour (court métrage) de Lætitia Colombani
- 2003 : Casting urgent (court métrage) de Lætitia Colombani
- 2003 : Nif (court métrage) de Laurent Bouhnik
- 2003 : Œdipe (n+1) (court métrage) d'Éric Rognard
- 2004 : Si cinq rois valaient cette dame (court métrage) de Pierre-Alain Lods
- 2005 : Deux L (court métrage) de Laurent Bouhnik
- 2005 : Un conte biométrique (court métrage d'animation) de Nicolas Jacquet
- 2007 : Antoine (court métrage) de Jean-Philippe Laraque
- 2008 : Le Vol du poisson (court métrage d'animation) de Nicolas Jacquet
- 2009 : Vitrage à la corde (téléfilm de la série Suite noire) de Laurent Bouhnik
- 2010 : Mon combat pour un toit (documentaire) de Stéphan Moszkowicz